# Ruganzu I
Ruganzu I Mwimba – mwami Rwandy panujący w latach 1312–1345 (według A. Kagame) lub 1438–1482.
Jego istnienie potwierdzają wszystkie tradycje ustne. Według zawartych w nich informacji Ruganzu poległ, walcząc ze swoim szwagrem, Kimenji I, władcą Igisaki. Pośmiertnie został uhonorowany tytułem Umutabazi.